# 詩肯

詩肯柚木商標。

詩肯，是一個成立於新加坡、總部及物流中心設於臺灣的跨國連鎖傢俱品牌集團，其旗下有「詩肯柚木」、「詩肯居家」等品牌。

## 歷史
1974年，林褔勤在新加坡開設「夏威夷室內設計」，並於隨後陸續開設兩間展銷室。1979年，林褔勤成立夏威夷家具(私人)有限公司，其主要業務是進出口和銷售家具。1984年，林褔勤成立「詩肯柚木」。
1993年，詩肯柚木在臺灣開設當地首間展銷室，2005年在臺灣開設當地首家旗艦店，同時在日本大阪及汶萊開設共五間展銷室，並在德國和美國拉斯維加斯設立分經銷處。2010年，詩肯柚木在全球共成立100餘間展銷室。

## 公益事業
- 在2018年花蓮地震發生後捐款新臺幣100萬元協助救災。[6]

## 獲獎及榮譽
- 新加坡中小型企業500（2001年）
- 新加坡金字品牌奖- 潜质品牌（2003年、2004年）[7]
- 中華民國全國商業總會金商獎之優良外商獎（2011年）
- 富比士亞洲200家最佳中小企業（2012年）[8]

## 外部連結
- 官方网站（繁體中文）
- 官方网站（繁體中文）
- 官方网站（英文）
- 维基共享资源上的相關多媒體資源：詩肯柚木
- 【頭家開講】怕輸才是贏詩肯柚木董事長林福勤- 鏡週刊 （页面存档备份，存于）